# Janez Malovrh
Janez Malovrh, slovenski politik in inženir, * 9. februar 1941, Hrastnik.
Med letoma 1994 in 1998 je bil trboveljski župan.

## Življenje
V Hrastniku je obiskoval osnovno šolo. Veliko časa je preživel v gostilni Zavrašek, ki jo je vodila njegova mati. Po končani trboveljski gimnaziji se je vpisal na ljubljansko univerzo, kjer je študiral kemijsko tehnologijo. Diplomiral je leta 1967. Zatem se je zaposlil v trboveljski cementarni. Do leta 1987, ko je tam postal direktor, je delal tudi drugje.
Od leta 1970 živi v Trbovljah, kjer si je ustvaril družino. Kljub županski izvolitvi leta 1994 je direktor cementarne ostal vse do leta 2002.
Na začetku leta 2021 je zbolel za covidom-19. Bolezen ga je precej zdelala in se zato ne spominja februarskega praznovanja 80-letnice.